# Campionato europeo dei piccoli stati maschile di pallavolo 2024
Il campionato europeo dei piccoli stati maschile di pallavolo 2024 si è svolto dal 30 maggio al 1º giugno 2024 a Schaan, in Liechtenstein: al torneo hanno partecipato cinque squadre nazionali europee dei piccoli stati e la vittoria finale è andata per la seconda volta a San Marino.

## Impianti
|                                                                 |  |  |
|                                                                 |  |  |
| Sportzentrum Resch Città: Schaan Capienza: - Anno d'apertura: - |  |  |

## Regolamento

### Formula
La formula ha previsto un girone all'italiana.

### Criteri di classifica
Se il risultato finale è stato di 3-0 o 3-1 sono stati assegnati 3 punti alla squadra vincente e 0 a quella sconfitta, se il risultato finale è stato di 3-2 sono stati assegnati 2 punti alla squadra vincente e 1 a quella sconfitta.
L'ordine del posizionamento in classifica è stato definito in base a:
- Numero di partite vinte;
- Punti;
- Ratio dei set vinti/persi;
- Ratio dei punti realizzati/subiti;
- Risultati degli scontri diretti.

## Squadre partecipanti
| Squadra          | Qualificazione      | Ultima partecipazione |
| ---------------- | ------------------- | --------------------- |
| Liechtenstein    | Paese organizzatore | Malta 2000            |
| Irlanda          | Wild card           | Scozia 2023           |
| Irlanda del Nord | Wild card           | Scozia 2023           |
| San Marino       | Wild card           | Scozia 2023           |
| Scozia           | Wild card           | Scozia 2023           |

## Torneo

### Risultati
| 30 maggio 2024 Sportzentrum Resch, Schaan Durata: ? - Spettatori: ? | Liechtenstein    | 0 - 3 | San Marino       | 12-25, 17-25, 19-25               |
| 30 maggio 2024 Sportzentrum Resch, Schaan Durata: ? - Spettatori: ? | Scozia           | 2 - 3 | Irlanda del Nord | 25-23, 26-24, 20-25, 23-25, 14-16 |
| 30 maggio 2024 Sportzentrum Resch, Schaan Durata: ? - Spettatori: ? | Liechtenstein    | 3 - 0 | Irlanda          | 25-20, 25-18, 25-22               |
| 31 maggio 2024 Sportzentrum Resch, Schaan Durata: ? - Spettatori: ? | San Marino       | 3 - 0 | Irlanda del Nord | 25-15, 25-11, 25-13               |
| 31 maggio 2024 Sportzentrum Resch, Schaan Durata: ? - Spettatori: ? | Scozia           | 3 - 0 | Irlanda          | 27-25, 25-19, 25-22               |
| 31 maggio 2024 Sportzentrum Resch, Schaan Durata: ? - Spettatori: ? | Liechtenstein    | 1 - 3 | Irlanda del Nord | 23-25, 25-23, 18-25, 17-25        |
| 31 maggio 2024 Sportzentrum Resch, Schaan Durata: ? - Spettatori: ? | Scozia           | 1 - 3 | San Marino       | 11-25, 20-25, 25-22, 18-25        |
| 1º giugno 2024 Sportzentrum Resch, Schaan Durata: ? - Spettatori: ? | Irlanda del Nord | 3 - 1 | Irlanda          | 25-23, 25-21, 23-25, 25-16        |
| 1º giugno 2024 Sportzentrum Resch, Schaan Durata: ? - Spettatori: ? | Liechtenstein    | 0 - 3 | Scozia           | 23-25, 22-25, 18-25               |
| 1º giugno 2024 Sportzentrum Resch, Schaan Durata: ? - Spettatori: ? | Irlanda          | 0 - 3 | San Marino       | 15-25, 8-25, 17-25                |

### Classifica
| Pos. | Squadra          | Pt | G | V | P | SV | SP | Ratio  | PF  | PS  | Ratio |
| ---- | ---------------- | -- | - | - | - | -- | -- | ------ | --- | --- | ----- |
| 1.   | San Marino       | 12 | 4 | 4 | 0 | 12 | 1  | 12,000 | 322 | 201 | 1,601 |
| 2.   | Irlanda del Nord | 8  | 4 | 3 | 1 | 9  | 7  | 1,285  | 348 | 351 | 0,991 |
| 3.   | Scozia           | 7  | 4 | 2 | 2 | 9  | 6  | 1,500  | 334 | 339 | 0,985 |
| 4.   | Liechtenstein    | 3  | 4 | 1 | 3 | 4  | 9  | 0,444  | 269 | 308 | 0,873 |
| 5.   | Irlanda          | 0  | 4 | 0 | 4 | 1  | 12 | 0,833  | 251 | 325 | 0,772 |

## Classifica finale
| Pos     | Squadra          |
| ------- | ---------------- |
| Oro     | San Marino       |
| Argento | Irlanda del Nord |
| Bronzo  | Scozia           |
| 4       | Liechtenstein    |
| 5       | Irlanda          |